# Meta Seinemeyer
Meta Seinemeyer (ur. 5 września 1895 w Berlinie, zm. 19 sierpnia 1929 w Dreźnie) – niemiecka śpiewaczka operowa, sopran.

## Życiorys
Studiowała w Berlinie u Nikolausa Rothmühla i Ernsta Grenzebacha. Debiutowała w Berlinie w 1918 roku rolą w Orfeuszu w piekle Jacques’a Offenbacha. W latach 1923–1924 występowała w Stanach Zjednoczonych. Od 1925 roku związana była z operą w Dreźnie. Śpiewała też w Operze Wiedeńskiej (1927) i Covent Garden Theatre w Londynie (1929). W jej repertuarze znajdowały się role w operach Wagnera, Verdiego, Pucciniego i Straussa.
Na łożu śmierci poślubiła dyrygenta Friedera Weissmanna.